# Alice Teodorescu Måwe
Alice Alexandra Teodorescu Måwe (Bucarest, 2 de mayo de 1984), abogada, comentarista y política sueca. Afiliada a Demócratas Cristianos, desde 2024 en miembro del Parlamento Europeo.

## Carrera
Después de completar su formación jurídica, trabajó como pasante en la oficina de Bruselas de la Confederación Empresarial Sueca y luego se convirtió en estratega de comunicación del periódico. También ha trabajado como editorialista para periódicos como Barometern en Oskarshamn y Gotlands Allehanda.En 2009, fundó una red de mujeres llamada “Un lugar en el cielo para mujeres que se ayudan entre sí”.
Teodorescu Måwe se presentó como candidata a diputada al Parlamento Europeo por los Demócratas Cristianos en las elecciones de 2024. Reemplazó a Sara Skyttedal como candidata principal del partido para las elecciones. Fue electa para el parlamento como la única Demócrata Cristiana y asumió el cargo el 16 de julio de 2024.

## Posiciones ideológicas
Teodorescu criticó las cuotas de género en los consejos de administración y abogó por una política de igualdad basada en el individualismo.
Durante la guerra en Oriente Medio que se libró en 2023, Teodorescu Måwe adoptó una firme postura proisraelí. En 2024, propuso que todos, especialmente los inmigrantes del Levante que se nacionalizaran en Suecia, reconozcan a Israel como Estado. En una entrevista con la Televisión Sueca, declaró: «Muchos de quienes se aferran a Hamás en estas manifestaciones tampoco apoyan otros valores que damos por sentados en el contexto sueco».

## Vida personal
En 2019, Teodorescu se casó con el pianista Henrik Måwe en la Catedral de Lund, tras lo cual adoptó su apellido.